# نيو لكسينغتون (أوهايو)
نيو لكسينغتون، أوهايو

نيو لكسينغتون (بالإنجليزية: New Lexington)‏ هي مدينة أمريكية تقع في ولاية أوهايو. تبلغ مساحة هذه المدينة 6 (كم²)،ويبلغ عدد سكانها 4689 نسمة حسب إحصاء سنة 2010 م 4689.تشير إحصاءات سنة 2000م بأن الكثافة السكانية في هذه المدينة تقدر بـ(778.8) نسمة/كم2 

## التركيبة السكانية
قام مكتب تعداد الولايات المتحدة بتحديد بيانات التركيبة السكانية لنيو لكسينغتون في تعداد الولايات المتحدة. في ما يلي، التركيبة السكانية حسب تعدادي 2000 و2010.

### تعداد عام 2000
بلغ عدد سكان نيو لكسينغتون 4,689 نسمة بحسب تعداد عام 2000، وبلغ عدد الأسر 1,836 أسرة وعدد العائلات 1,233 عائلة مقيمة في القرية. في حين سجلت الكثافة السكانية 2,017.1 نسمة لكل ميل مربع (778.8/كم2). وبلغ عدد الوحدات السكنية 1,976 وحدة بمتوسط كثافة قدره 850.0 نسمة لكل ميل مربع (328.2/كم2).
وتوزع التركيب العرقي للقرية بنسبة 98.76% من البيض و 0.23% من الأمريكيين الأصليين و 0.13% من الأمريكيين ذوي الأصول الآسيوية و 0.04% من سكان جزر المحيط الهادئ و 0.17% من الأمريكيين الأفارقة و 0.53% من عرقين مختلطين أو أكثر.
بلغ عدد الأسر 1,836 أسرة كانت نسبة 35.2% منها لديها أطفال تحت سن الثامنة عشر تعيش معهم، وبلغت نسبة الأزواج القاطنين مع بعضهم البعض 48.5% من أصل المجموع الكلي للأسر، ونسبة 13.5% من الأسر كان لديها معيلات من الإناث دون وجود شريك، وكانت نسبة 32.8% من غير العائلات. تألفت نسبة 28.6% من أصل جميع الأسر من أفراد ونسبة 12.9% كانوا يعيش معهم شخص وحيد يبلغ من العمر 65 عاماً فما فوق. وبلغ متوسط حجم الأسرة المعيشية 3.07، أما متوسط حجم العائلات فبلغ 2.50.
بلغ العمر الوسطي للسكان 33 عاماً. وكانت نسبة 28.1% من القاطنين تحت سن الثامنة عشر، وكانت نسبة 10.4% بين الثامنة عشر والأربعة وعشرون عاماً، ونسبة 26.6% كانت واقعةً في الفئة العمرية ما بين الخامسة والعشرون حتى والأربعة وأربعون عاماً، ونسبة 19.5% كانت ما بين الخامسة والأربعون حتى الرابعة والستون، ونسبة 15.5% كانت ضمن فئة الخامسة والستون عاماً فما فوق. يوجد لكل 100 أنثى 91.3 ذكر، ويوجد لكل 100 أنثى في الثامنة عشر من عمرها فما فوق 85.9 ذكر.
بلغ متوسط دخل الأسرة في القرية 28,406 دولار، أما متوسط دخل العائلة فبلغ 33,514 دولار. وكان متوسط دخل الذكور 28,155 دولار مقابل 21,039 دولار للإناث. وسجل دخل الفرد الخاص بالقرية 14,127 دولار. وكانت نسبة 16.4% من العائلات ونسبة 17.6% من السكان تحت خط الفقر، وكان من هؤلاء نسبة 27.0% تحت سن الثامنة عشر ونسبة 11.2% في الخامسة والستين من العمر وما فوق.

### تعداد عام 2010
بلغ عدد سكان نيو لكسينغتون 4,731 نسمة بحسب تعداد عام 2010، وبلغ عدد الأسر 1,838 أسرة وعدد العائلات 1,164 عائلة مقيمة في القرية. في حين سجلت الكثافة السكانية 2,426.2 نسمة لكل ميل مربع (936.8/كم2). وبلغ عدد الوحدات السكنية 2,000 وحدة بمتوسط كثافة قدره 1,025.6 لكل ميل مربع (396.0/كم2).
وتوزع التركيب العرقي للقرية بنسبة 97.9% من البيض و 0.2% من الأمريكيين الأصليين و 0.1% من الأمريكيين ذوي الأصول الآسيوية و 0.1% من سكان جزر المحيط الهادئ و 0.5% من الأمريكيين الأفارقة و 1.1% من عرقين مختلطين أو أكثر.
بلغ عدد الأسر 1,838 أسرة كانت نسبة 36.3% منها لديها أطفال تحت سن الثامنة عشر تعيش معهم، وبلغت نسبة الأزواج القاطنين مع بعضهم البعض 39.9% من أصل المجموع الكلي للأسر، ونسبة 17.8% من الأسر كان لديها معيلات من الإناث دون وجود شريك، بينما كانت نسبة 5.6% من الأسر لديها معيلون من الذكور دون وجود شريكة وكانت نسبة 36.7% من غير العائلات. تألفت نسبة 30.6% من أصل جميع الأسر من أفراد ونسبة 11.1% كانوا يعيش معهم شخص وحيد يبلغ من العمر 65 عاماً فما فوق. وبلغ متوسط حجم الأسرة المعيشية 3.12، أما متوسط حجم العائلات فبلغ 2.53.
بلغ العمر الوسطي للسكان 33.8 عاماً. وكانت نسبة 28.2% من القاطنين تحت سن الثامنة عشر، وكانت نسبة 9.1% بين الثامنة عشر والأربعة وعشرون عاماً، ونسبة 26.3% كانت واقعةً في الفئة العمرية ما بين الخامسة والعشرون حتى والأربعة وأربعون عاماً، ونسبة 23.3% كانت ما بين الخامسة والأربعون حتى الرابعة والستون، ونسبة 13.3% كانت ضمن فئة الخامسة والستون عاماً فما فوق. وتوزع التركيب الجنسي للسكان بنسبة 47.3% ذكور و52.7% إناث.